# Daniel Solander
Daniel Carlsson Solander or Daniel Charles Solander (19 de febrer de 1733 – 16 de maig de 1782) va ser un naturalista suec i un dels "apòstols" de Carl Linnaeus.

## Biografia
Solander va néixer a Piteå (Norrland), Suècia, era el fill del reverend luterà Carl Solander i de Magdalena Bostadia. Solander es va matricular a la Universitat d'Uppsala el juliol de 1750 i va estudiar llengües i humanitats. El seu professor de botànica era el cèlebre Carl Linnaeus que aviat es va impressionar per l'habilitat del jove Solander i ràpidament va persuadir al seu pare per a deixar-lo estudiar història natural. Solander va viatjar a Anglaterra el juny de 1760 per promoure el nou sistema de classificació de Linnaeus. Va fer de bibliotecari ajudant al Museu Britànic des de 1763, i va ser escollit membre de la Royal Society l'any següent. Posteriorment ocuparia el lloc de conservador de llibres impresos al Museu Britànic.
El 1768 Solander i el seu amic el científic Herman Spöring eren contractats per Joseph Banks, per anar-se'n amb ell al primer viatge de James Cook a l'oceà Pacífic a bord del Endeavour.
Ells varen ser els botànics que inspirarien el nom de Botany Bay al primer lloc de desembarcament de l'expedició de Cook a Austràlia.
Solander va col·laborar a recollir i descriure una important col·lecció de plantes australianes mentre l'Endeavour estava fondejat a la zona on avui està Cooktown durant gairebé 7 setmanes, després d'haver-se accidentat a la Gran Barrera de Corall australiana. Aquestes col·leccions més tard formarien la base de l'album de gravats de flors de Banks.
Al seu retorn el 1771, Solander esdevingué secretari de Banks i bibliotecari, vivint a la seva casa de Soho Square. El 1772 va acompanyar Banks en el seu viatge a Islàndia, les Fèroe i les Òrcades. Entre 1773 i 1782 va ser el conservador del departament d'Història Natural del Museu Britànic. El 1773 era elegit membre estranger de la Reial Acadèmia Sueca de Ciències.
Solander va inventar la caixa en forma de llibre coneguda com la caixa solander que encara es fa servir en biblioteques i arxius com la forma més adequada d'emmagatzematge de llibres, dibuixos, materials d'herbari i manuscrits.
Solander va morir a la casa de Banks a Soho square d'un atac de feridura amb 49 anys, a les 9.30 del vespre del 13 de maig de 1782. L'autòpsia va revelar una hemorràgia cerebral.

## Llegat
S'ha afirmat que Solander és mereixedor de molt més reconeixement que el que ha rebut, i que ha estat ignorat el seu llegat pel prestigi de Banks, que tractava a Solander, i a Jonas Dryander abans que a ell, com els seus criats més que com botànics d'igual nivell. El tractament i reconeixement d'aquestes dues personatges contrasta amb el de Robert Brown, el tercer en la successió dels botànics de Banks, que va ser honorat com el botànic preeminent de la seva època. Aquest contrast podria ser a causa del fet que Brown era britànic, mentre que els altres eren estrangers; o perquè Banks estava ja en decadència quan va contractar Brown.
Solander Gardens, a l'extrem oriental de Londres, li deu el seu nom, com també les illes Solander prop de l'illa sud de Nova Zelanda. Una de les moltes plantes anomenades en el seu honor és la Nothofagus solandri. Solander va estar associat amb Banks a les Il·lustracions Botànique dels Viatges del capità Cook Voltant el Món, i a La Història Natural de Molts Curiosos i poc freqüents zoófits, recollit per John Ellis, publicat pòstumament el 1786.